# USS Cumberland (1842)

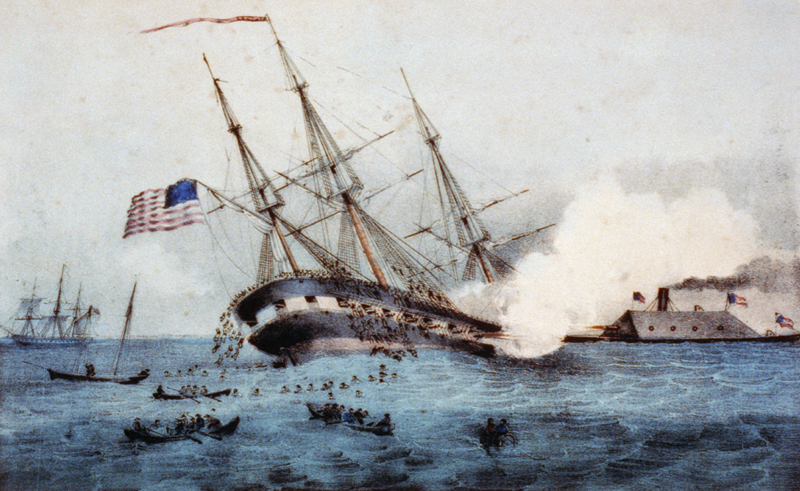
USS „Cumberland” staranowany przez CSS „Virginia” 8 marca 1862

USS Cumberland – amerykańska fregata, wyposażona w 50 dział, będąca pierwszym okrętem zatopionym przez konfederacki okręt w czasie wojny secesyjnej (1861–1865).

## Historia
USS „Cumberland” został zwodowany 24 maja 1842 w stoczni Boston Navy Yard w stanie Massachusetts. Jego pierwszym dowódcą był kapitan Samuel Livingston Breese, a jego pierwsza służba to bycie okrętem flagowym eskadry Mediterranean Squadron w latach 1843–1845 operującej na Morzu Śródziemnym. Oficerami na jego pokładzie byli w tym okresie między innymi Andrew Foote i John A. Dahlgren (twórca dział Dahlgrena). „Cumberland” był okrętem flagowym Home Squadron od lutego do grudnia 1846, służąc w Zatoce Meksykańskiej podczas wojny amerykańsko-meksykańskiej (1846–1848). Kontynuując służbę w Home Squadron wrócił do Stanów Zjednoczonych w lipcu 1848.
USS „Cumberland” odbył swój drugi rejs po Morzu Śródziemnym w latach 1849–1851, powracając jako okręt flagowy tamtejszej eskadry w latach 1852–1855. W latach 1857–1859 pływał u wybrzeży Afryki jako okręt flagowy eskadry Africa Squadron zwalczającej transatlantycki handel niewolnikami, a następnie stał się okrętem flagowym Home Squadron w 1860. 

## Wojna secesyjna
W momencie wybuchu amerykańskiej wojny secesyjnej „Cumberland” znajdował się w Norfolk Naval Shipyard w stanie Wirginia, tuż po swoim powrocie z Veracruz w Meksyku. Wyholowany ze stoczni uniknął zniszczenia, gdy inne statki zostały zatopione i spalone przez siły Unii 20 kwietnia 1861, aby zapobiec ich zdobyciu przez Konfederatów. „Cumberland” służył w eskadrze North Atlantic Blockading Squadron do 8 marca 1862, kiedy został staranowany i zatopiony przez konfederacki pancernik CSS „Virginia” podczas bitwy w zatoce Hampton Roads w stanie Wirginia.